# BURN-E
Pour plus de détails, voir Fiche technique et Distribution.
BURN·E est un court-métrage réalisé par Pixar Animation Studios, et basé sur l'histoire du film WALL-E.
Le court-métrage, dirigé par l'animateur en chef de WALL-E Angus MacLane, a été produit en même temps que WALL-E, et il est inclus sous la forme de bonus au DVD et Blu-ray du long-métrage d'animation,,. La musique de BURN·E a été composée et dirigée par J.A.C. Redford, qui fut également l'orchestrateur sur le film WALL-E,.
Le court-métrage est basé sur un personnage vu brièvement lorsque WALL-E et EVE flottent autour du vaisseau spatial Axiom, puis y entrent par une porte en laissant un robot soudeur à l'extérieur. Ce personnage est un robot nommé BURN·E (pour Basic Utility Repair Nano Engineer en anglais), que l'on voit taper des poings sur la porte lorsqu'il réalise qu'il a été laissé dehors,,.

## Résumé
L'histoire commence lorsque WALL-E passe sa main à travers les anneaux d'Uranus alors qu'il se tient, de l'autre main, au vaisseau transportant EVE. L'un des petits blocs qui tourbillonnent part en direction de Mars, puis, profitant de la gravité de Mars, repart dans l'autre sens avec une vitesse beaucoup plus grande, pour finir par briser un petit lampadaire à l'extérieur du vaisseau Axiom. Un robot de réparation, nommé BURN·E, est envoyé pour le remplacer par SUPPLY·R, un second robot qui gère les stocks de lampadaires de réserve et la gestion de l'allumage et de l'extinction des lampadaires en service. Une fois sur place, BURN·E commence sa réparation, fredonnant l'Hymne à la joie, mais avant d'avoir eu le temps d'arrimer le nouveau lampadaire, le vaisseau d'EVE commence à entrer dans la baie d'arrimage de l'Axiom. S'accrochant toujours à l'extérieur du vaisseau qui transporte EVE, WALL-E salue de la main BURN·E, qui lui répond. Distrait, il laisse le nouveau lampadaire flotter et s'éloigner hors de portée dans l'espace.
Honteux, BURN·E redemande un lampadaire neuf auprès de SUPPLY·R, et part refaire sa réparation, en commençant par fixer soigneusement le nouveau lampadaire sur son socle. Pendant ce temps, à l'intérieur de l'Axiom, WALL-E et EVE voient le robot de sécurité GO-4 placer la plante en provenance de la Terre dans une capsule de survie, puis déclencher l'autodestruction programmée de la capsule et l'éjecter dans l'espace, avec WALL-E à l'intérieur, et EVE qui se lance à sa poursuite. La capsule explose quelques instants plus tard ; BURN·E se retourne, surpris et ce faisant coupe net, accidentellement, le lampadaire avec la flamme de son chalumeau.
La mort dans l'âme, BURN·E doit demander à nouveau un lampadaire à SUPPLY·R qui, agacé, lui donne son dernier lampadaire de réserve. À ce moment-là, WALL-E, qui a survécu à l'explosion de sa capsule, danse dans l'espace avec EVE. Tous deux entrent dans le vaisseau par la seule porte ouverte, qui est celle à côté de BURN·E. Ils volent vers l'intérieur, et, en passant, verrouillent accidentellement la porte, laissant BURN·E dehors au moment où il achevait d'installer son lampadaire.
Après avoir cherché sans succès une autre issue, BURN·E finit par désespérer. Il reste assis à l'extérieur pendant un certain temps, jusqu'à ce que WALL-E et EVE soient sur le point d'être jetés dans l'espace à travers le sas d'expulsion des ordures. BURN·E, voyant le sas ouvert, essaie d'entrer dans le vaisseau, mais au moment où il atteint la porte, un WALL·R pousse un bouton pour fermer le sas en urgence, et la porte se referme juste devant BURN·E.
BURN·E abandonne tout espoir et commence à faire des dessins sur la coque du vaisseau en utilisant son chalumeau, lorsqu'il réalise qu'avec celui-ci, il peut percer un trou dans la porte. Il le fait et revient pour commander l'allumage du lampadaire réparé sur le tableau de commande de SUPPLY·R. Mais juste au moment d'appuyer sur l'interrupteur, le capitaine de l'Axiom et AUTO commencent à se battre. Le vaisseau se met alors à tourner autour de son axe et prendre de la gîte, ce qui renvoie BURN·E dehors malgré lui, l'obligeant à s'accrocher au lampadaire qu'il vient de remplacer pour ne pas finir éjecté dans le vide spatial. Le capitaine désactive AUTO et rétablit le vaisseau, qui passe alors dans l'hyperspace à pleine vitesse, fixant BURN·E contre la coque.
L'Axiom finit par atterrir, et BURN·E revient à l'intérieur du vaisseau, pour découvrir que celui-ci a été complètement déserté par les hommes comme les robots. Les recherches de BURN·E finissent par le mener à l'une des capsules de survie du vaisseau. Au travers de la vitre de celle-ci, il découvre SUPPLY·R sur la terre ferme. Il le salue de la main et, accidentellement, déclenche l'éjection de la cellule, qui s'écrase aux pieds de SUPPLY·R. BURN·E fait sauter les boulons explosifs de la porte de la capsule, ce qui éjecte celle-ci haut dans l'air, et, heureux, il court allumer le lampadaire du vaisseau sur le panneau de SUPPLY·R. Mais la porte de la capsule finit par retomber sur le lampadaire fraichement allumé, et le brise. BURN·E s'écroule de désespoir. Après le générique de fin, SUPPLY·R essaie de consoler BURN·E par de gentilles tapes de la main, en lui disant "Allons, allons !".

## Fiche technique
- Titre : BURN•E
- Réalisation : Angus MacLane
- Scénario : Andrew Stanton, Peter Docter, Jim Reardon d’après une histoire originale d’Angus MacLane, Andrew Stanton et Derek Thompson
- Musique : J.A.C. Redford
- Société de production : Pixar Animation Studios
- Pays :  États-Unis
- Durée : 7 minutes 15 secondes[1]
- Date de sortie : 2008
- Sociétés de distribution : Walt Disney Pictures, Pixar Animation Studios
- Budget (de WALL-E) : 180 millions de dollars américains[12]
- Langue : anglais